# Minoische Villa von Agios Georgios

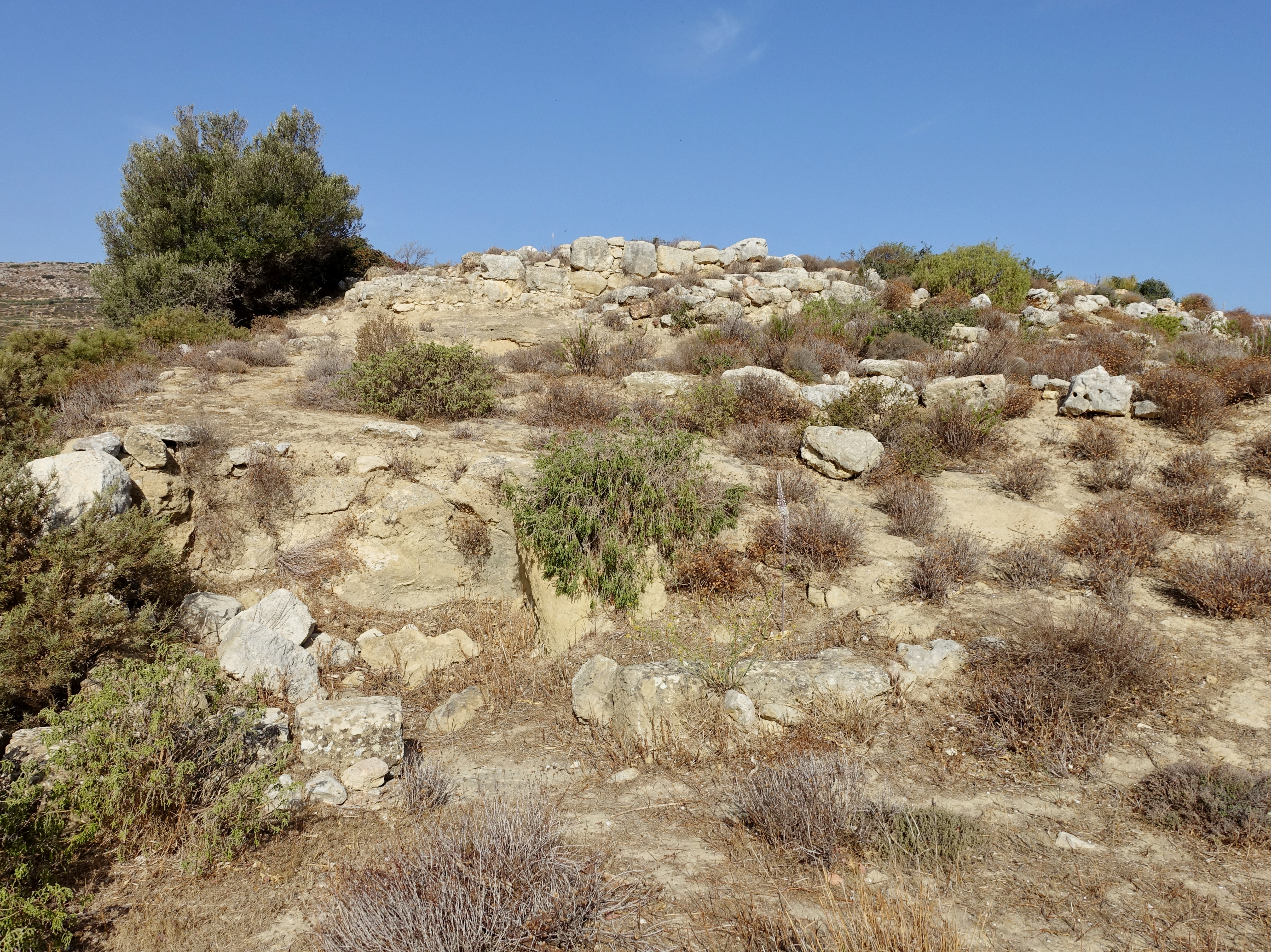
Ausgrabungsstätte der Minoischen Villa

Die Minoische Villa von Agios Georgios (griechisch Μινωική έπαυλη Αγίου Γεωργίου Minoiki epavli Agiou Georgiou) ist eine archäologische Ausgrabungsstätte im Osten der griechischen Insel Kreta. Sie befindet sich in der Gemeinde Sitia des Regionalbezirks Lasithi, etwa 600 Meter östlich des Ortes Agios Georgios (Άγιος Γεώργιος) nahe der Straße von Epano Episkopi nach Agios Spyridon und Nea Presos. Der Gattungsbegriff „Minoische Villa“ umschreibt einen Gebäudetyp, der weitgehend auf die Neupalastzeit der minoischen Kultur beschränkt ist.

## Lage und Geschichte

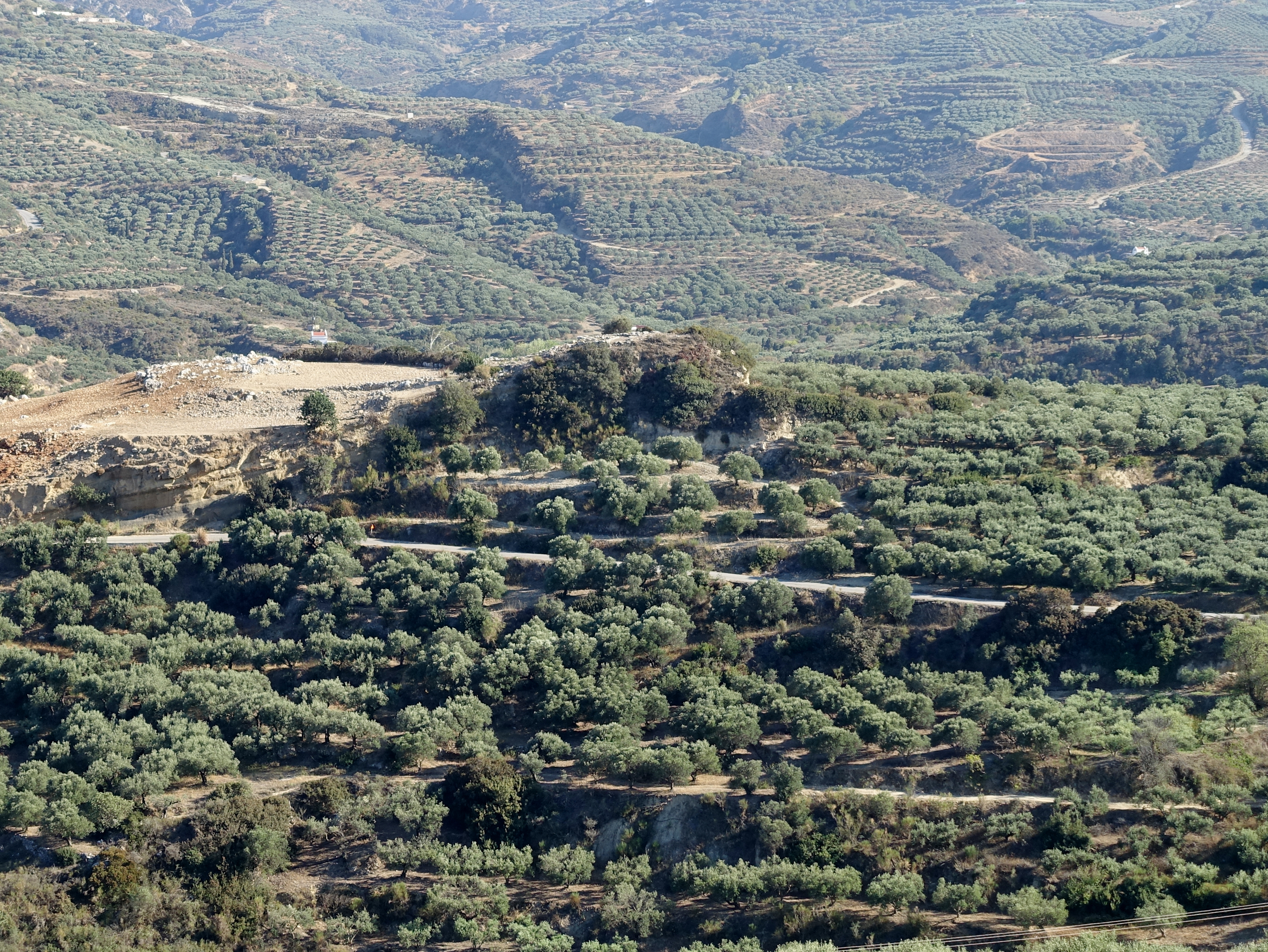
Lage der „Villa“ auf einem Hügel

Die „Minoische Villa“ von Agios Georgios liegt auf fast 300 Metern Höhe auf dem Hügel Profitis Ilias (Προφήτης Ηλίας), nach dem die Ausgrabungsstätte offiziell benannt ist. Im Jahr 1959 wies der Amateurarchäologe Manolis Fygetakis aus Vaveli (Nea Presos) auf die Fundstätte hin, worauf sie 1959 und 1960 unter der Leitung von Nikolaos Platon ausgegraben wurde. Zu dieser Zeit hieß der Ort Agios Georgios noch Tourtouli (Τουρτούλοι). Die Entfernung der „Minoischen Villa“ von Agios Georgios zur Nordküste Kretas an der Bucht von Sitia des Kretischen Meeres beträgt ungefähr 9,3 Kilometer Luftlinie, zur Südküste am Levantischen Meer bei Makrygialos 12,8 Kilometer. Die erste Akropolis der Ausgrabungsstätte von Praisos, der Stadt der Eteokreter, liegt 1,5 Kilometer im Osten.

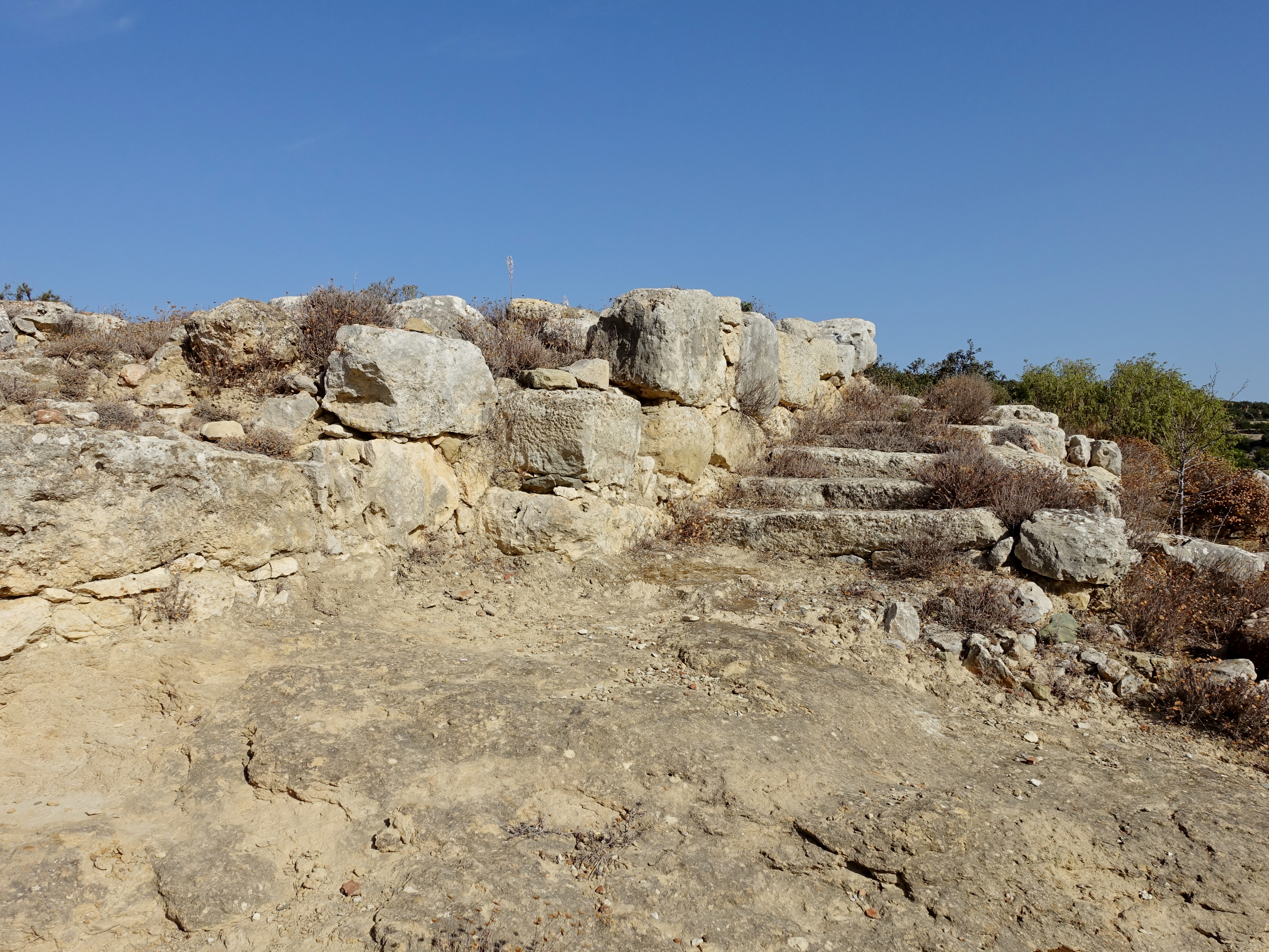
Grundmauern der obersten Ebene

Das Gebäude der „Minoischen Villa“ von Agios Georgios bestand aus mehr als 30 Räumen auf fünf Ebenen. Es nahm eine Fläche von 700 m² ein, wobei ein Teil des Komplexes durch Erdrutsche zerstört ist. Die verbliebenen Gebäudeteile sind schlecht erhalten, vor allem im unteren Bereich. Teile der Anlage wurden durch frühchristliche Bestattungen in byzantinischer Zeit zerstört. Auf die Exklusivität des Gebäudes weist ein aufgefundenes dreiblättriges Halbsäulenkapitell, ähnlich einem Steinkapitell aus dem Palast von Knossos. Der Eingangsbereich zur „Villa“ wird im Südosten vermutet (Raum Α). Die wichtigsten, qualitativ hochstehendsten Teile des Gebäudes standen auf den oberen beiden Ebenen, deren Räume jeweils von einem Korridor auf der Ostseite betreten wurden. Beide Ebenen sind durch eine Treppe von Süden miteinander verbunden, von der noch neun Stufen in situ erhalten sind.
Die „Minoische Villa“ auf dem Profitis Ilias gehört zu den Ausgrabungsstätten mit geschlossenen Fundkontexten reiner SM I A-Keramik. Da dieser spätminoische Keramikstil in Ostkreta jedoch bis in SM I B in Gebrauch war, ist eine spätere Zerstörung des Gebäudes als in SM I A nicht ausgeschlossen. Die Gefäße wurden in Lagerräumen der obersten Ebene gefunden. Daneben enthielten die oberen Räume Mühlsteine, eine Töpferscheibe und Zubehör einer Weinpresse. Eine weitere Weinpresse fand sich auf der untersten Ebene. Möglicherweise befand sich dort auch eine Küche. In fünf Räumen der zweithöchsten Ebene lag eine Vielzahl von Webgewichten, ein Hinweis auf die Herstellung von Textilien. Wertvolle Objekte wurden bei den Ausgrabungen nicht entdeckt, auch keine Gegenstände mit religiöser oder zeremonieller Bedeutung. Wahrscheinlich ist, dass die „Villa“ von einer kleinen Siedlung umgeben war.

Ausgrabungsstätte
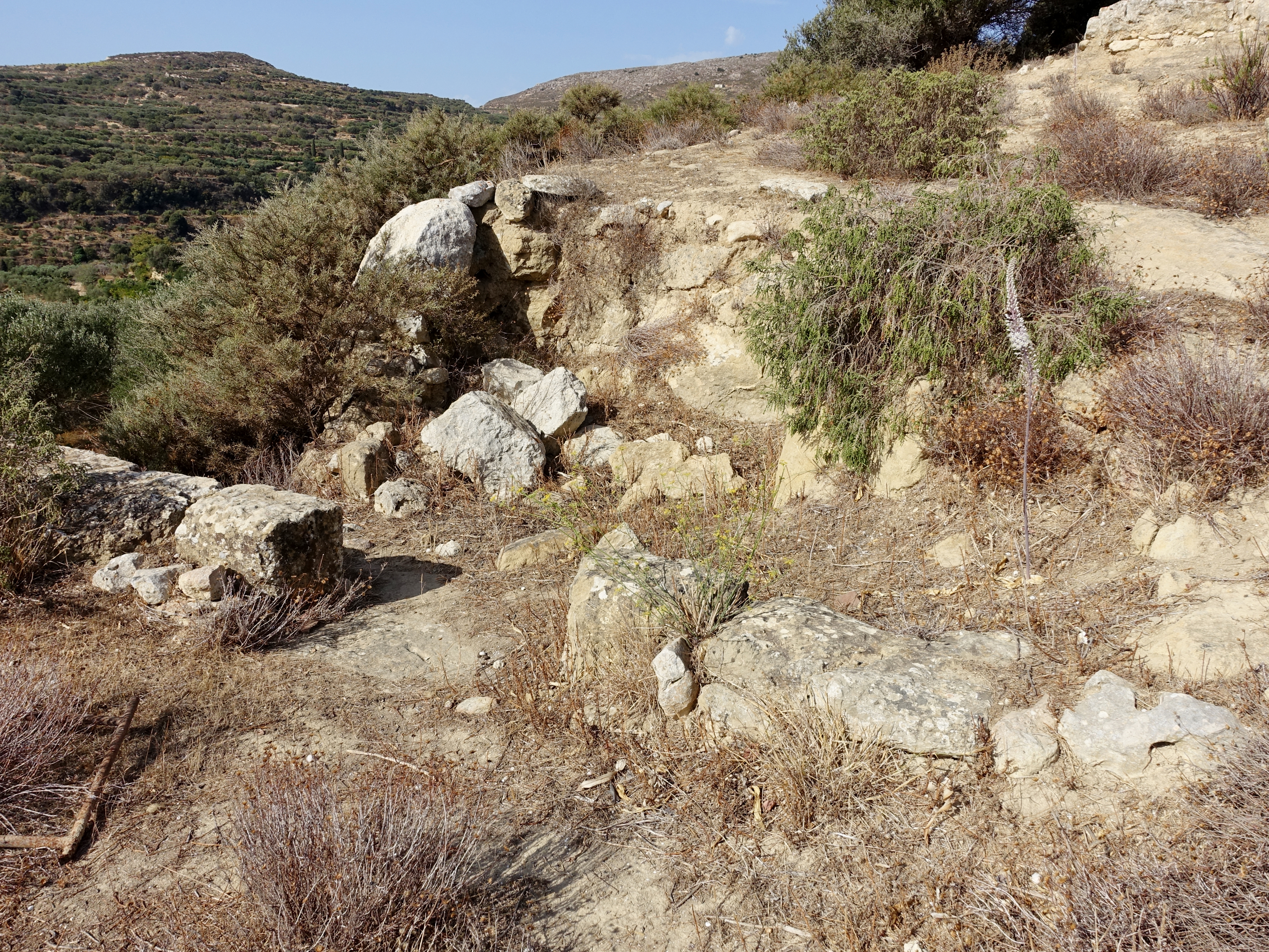
Raum Α im Südosten (Eingangsbereich?)
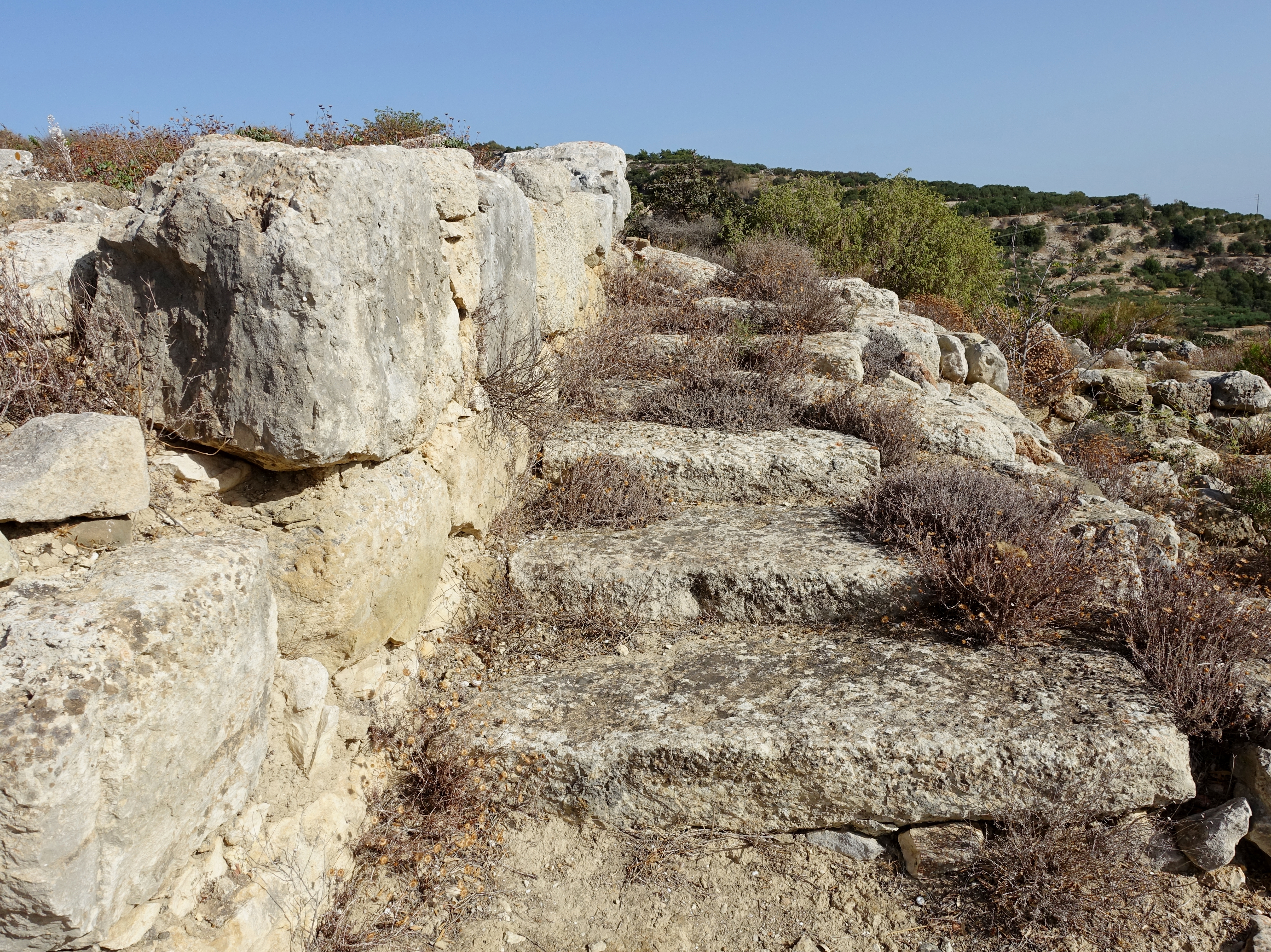
Treppe zur obersten Ebene
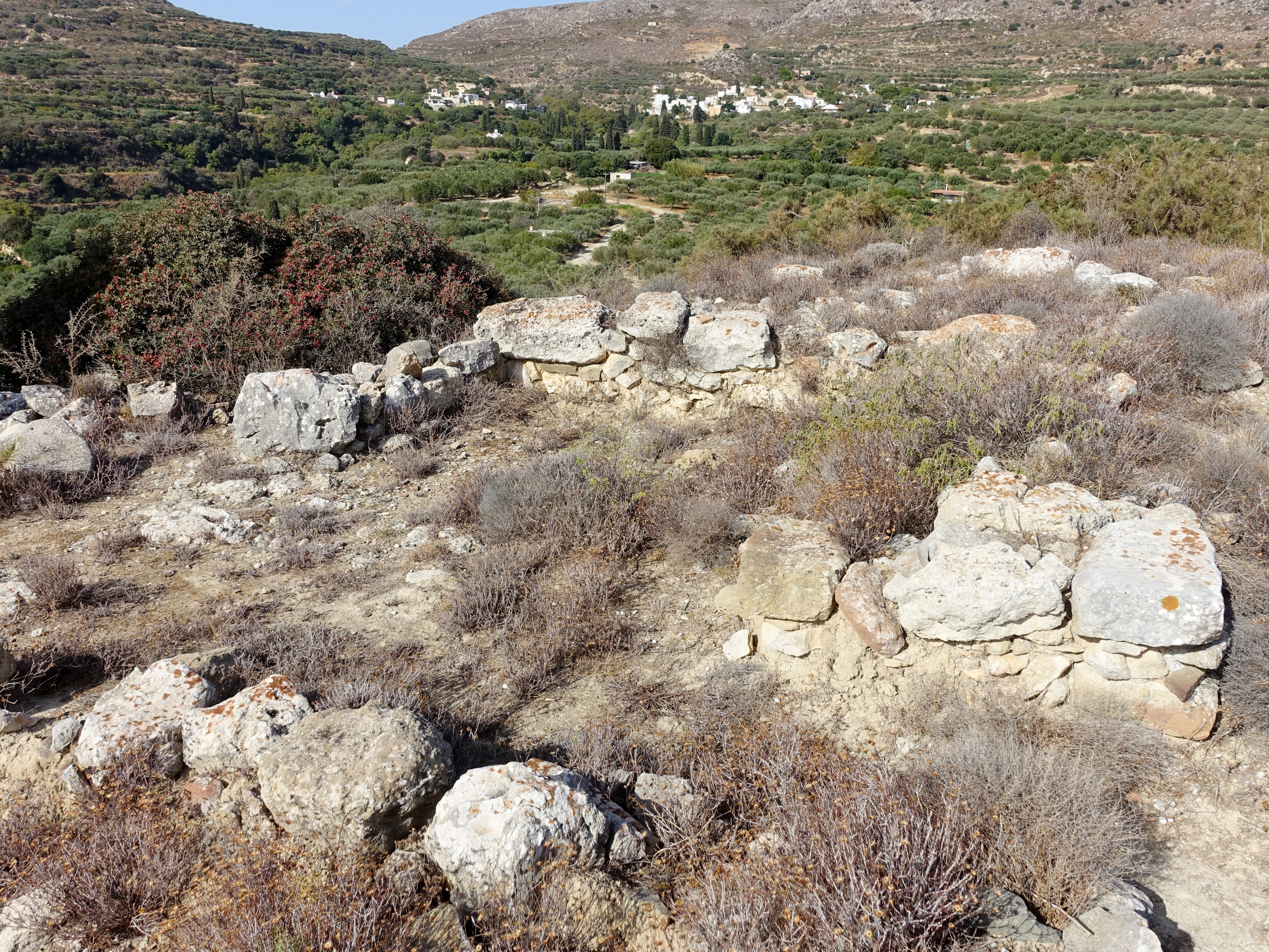
Raum Ψ der obersten Ebene
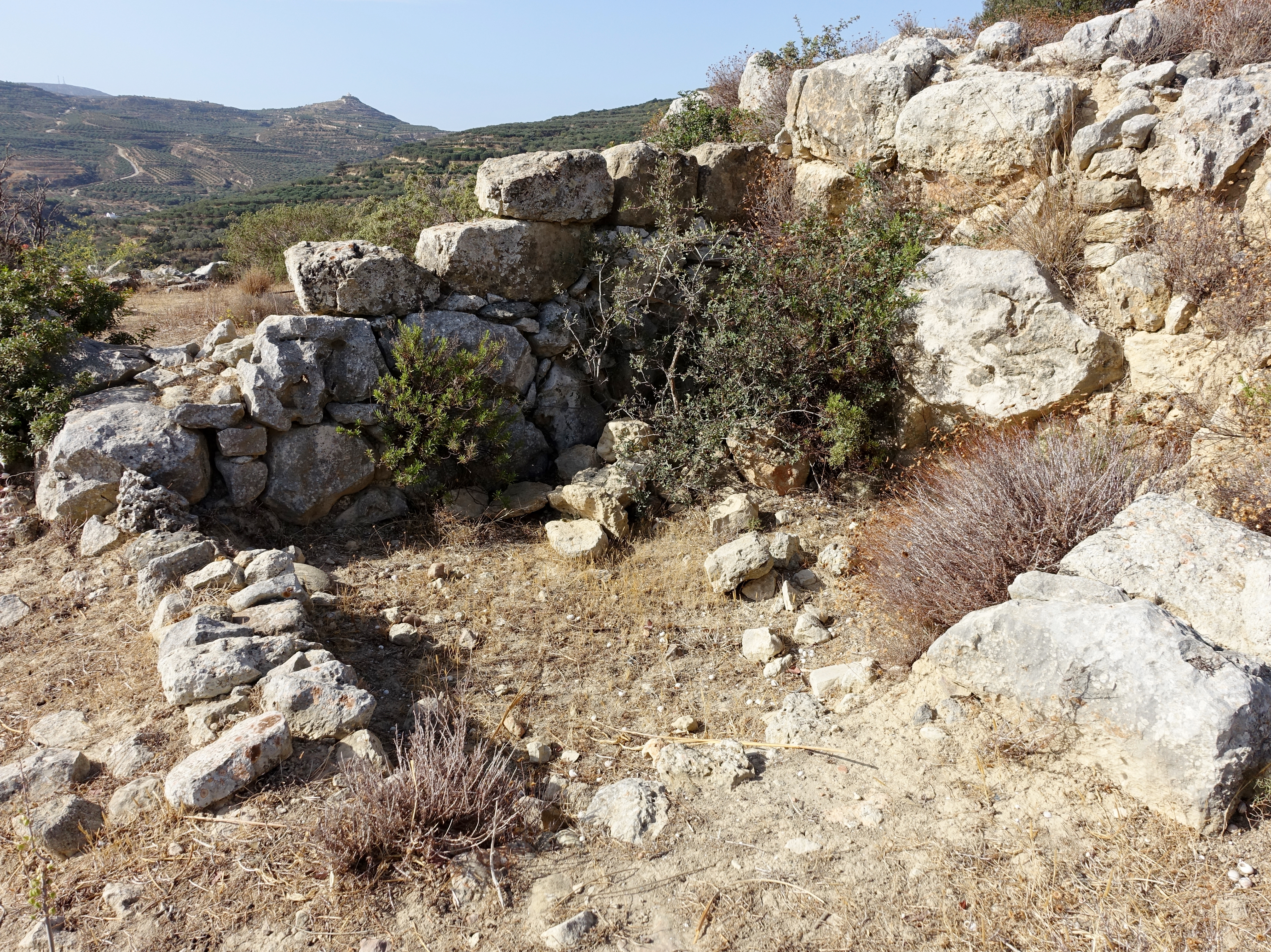
Raum der untersten Ebene